# Listă de aeroporturi după codul ICAO: O
Mai jos este lista de aeroporturi al căror cod ICAO începe cu litera O.
Această listă este generată cu date din Wikidata și este actualizată periodic de un robot.
 Editările făcute în listă vor fi șterse la următoarea actualizare!
| Imagine | Cod ICAO  | Articol                                                |
| ------- | --------- | ------------------------------------------------------ |
|         | OYSH      | Aeroportul Saadah                                      |
|         | OEAH      | Aeroportul Al-Ahsa Domestic                            |
|         | OIBS      | Aeroportul Sirri Island                                |
|         | OIHR      | Aeroportul Arak                                        |
|         | OINE      | Aeroportul Kalaleh                                     |
|         | OITU      | Aeroportul Internațional Maku                          |
|         | OORQ      | Aeroportul Rustaq                                      |
|         | OPPG      | Aeroportul Panjgur                                     |
|         | ORMM      | Aeroportul Internațional Basra                         |
|         | OYSN      | Aeroportul Internațional Sana'a                        |
|         | OING      | Aeroportul Gorgan                                      |
|         | OITM      | Aeroportul Sahand                                      |
|         | OABT      | Aeroportul Bost                                        |
|         | OMAD      | Aeroportul Al Bateen Executive                         |
|         | OIKB      | Aeroportul Internațional Bandar Abbas                  |
|         | OAGZ      | Aeroportul Gardez                                      |
|         | OOBR      | Aeroportul Buraimi                                     |
|         | OOMX      | Aeroportul Marmul, OOMX                                |
|         | OYAB      | Aeroportul Abbs                                        |
|         | OYBQ      | Aeroportul Albuq                                       |
|         | OYMB      | Aeroportul Marib                                       |
|         | OYMK OYMS | Aeroportul Mukeiras                                    |
|         | OYQN      | Aeroportul Qishn                                       |
|         | OIKP      | Aeroportul Havadarya                                   |
|         | OINR      | Aeroportul Ramsar                                      |
|         | OPDG      | Aeroportul Internațional Dera Ghazi Khan               |
|         | OPMJ      | Aeroportul Moenjodaro                                  |
|         | OISR      | Aeroportul Lamerd                                      |
|         | OYSY      | Aeroportul Sayun                                       |
|         | OPSK      | Aeroportul Sukkur                                      |
|         | OMDB      | Aeroportul Internațional Dubai                         |
|         | OIBB      | Aeroportul Bushehr                                     |
|         | ORBI      | Aeroportul Internațional Bagdad                        |
|         | OTHH      | Aeroportul Internațional Hamad                         |
|         | OIFK      | Aeroportul Kashan                                      |
|         | OPNK      | Aeroportul Nushki                                      |
|         | OYKM      | Aeroportul Kamaran                                     |
|         | OYAT      | Aeroportul Ataq                                        |
|         | OESL      | Aeroportul Sulayel                                     |
|         | OMFJ      | Aeroportul Internațional El Jagüel                     |
|         | OIBI      | Aeroportul Asalouyeh                                   |
|         | OOSH      | Aeroportul Sohar                                       |
|         | OEMA      | Aeroportul Internațional Prince Mohammad Bin Abdulaziz |
|         | OIKK      | Aeroportul Kerman                                      |
|         | OPKD      | Aeroportul Hyderabad                                   |
|         | OPMF      | Aeroportul Muzaffarabad                                |
|         | OPMT      | Aeroportul Internațional Multan                        |
|         | OPPI      | Aeroportul Pasni                                       |
|         | OPSS      | Aeroportul Saidu Sharif                                |
|         | OPTA      | Aeroportul Tarbela Dam                                 |
|         | OIAI      | Aeroportul Shahid Asyaee                               |
|         | OIMJ      | Aeroportul Shahroud                                    |
|         | OIMN      | Aeroportul Bojnord                                     |
|         | OIYY      | Aeroportul Shahid Sadooghi                             |
|         | OIBV      | Aeroportul Lavan                                       |
|         | OIII      | Aeroportul Internațional Mehrabad                      |
|         | OITK      | Aeroportul Khoy                                        |
|         | OIBP      | Aeroportul Persian Gulf                                |
|         | OLBA      | Aeroportul Internațional Beirut–Rafic Hariri           |
|         | OIFM      | Aeroportul Internațional Isfahan                       |
|         | OYRN      | Aeroportul Riyan                                       |
|         | OMDW      | Aeroportul Internațional Al Maktoum                    |
|         | OOMS      | Aeroportul Internațional Muscat                        |
|         | OSKL      | Aeroportul Qamishli                                    |
|         | OPIS      | Aeroportul Internațional Islamabad                     |
|         | OSLK      | Aeroportul Internațional Latakia                       |
|         | OSDZ      | Aeroportul Deir ez-Zor                                 |
|         | OEJN      | Aeroportul Internațional King Abdulaziz                |
|         | OMAL      | Aeroportul Internațional Al Ain                        |
|         | OYAA      | Aeroportul Internațional Aden                          |
|         | OSAP      | Aeroportul Internațional Aleppo                        |
|         | OISJ      | Aeroportul Jahrom                                      |
|         | OIBL      | Aeroportul Bandar Lengeh                               |
|         | OINZ      | Aeroportul Dasht-e Naz                                 |
|         | OISS      | Aeroportul Internațional Shiraz                        |
|         | OITP      | Aeroportul Parsabad-Moghan                             |
|         | OICC      | Aeroportul Kermanshah                                  |
|         | OIMM      | Aeroportul Internațional Mashhad                       |
|         | OICS      | Aeroportul Sanandaj                                    |
|         | OJAQ      | Aeroportul Internațional King Hussein                  |
|         | OAHR      | Aeroportul Internațional Herat                         |
|         | OOKB      | Aeroportul Khasab                                      |
|         | OOGB      | Aeroportul Qarn Alam                                   |
|         | OOLK      | Aeroportul Lekhwair                                    |
|         | OYBI      | Aeroportul Al Bayda'                                   |
|         | OMBY      | Aeroportul Sir Bani Yas                                |
|         | OIAA      | Aeroportul Internațional Abadan                        |
|         | OIMB      | Aeroportul Internațional Birjand                       |
|         | OPDB      | Aeroportul Dalbandin                                   |
|         | OPDI      | Aeroportul Dera Ismail Khan                            |
|         | OEPA      | Aeroportul Qaisumah Domestic                           |
|         | OETR      | Aeroportul Turaif Domestic                             |
|         | OPPS      | Aeroportul Internațional Bacha Khan                    |
|         | OIAH      | Aeroportul Gachsaran                                   |
|         | OACC      | Aeroportul Chaghcharan                                 |
|         | OJAM      | Aeroportul Amman Civil                                 |
|         | ORBM      | Aeroportul Internațional Mosul                         |
|         | OAZJ      | Aeroportul Zaranj                                      |
|         | OMRK      | Aeroportul Internațional Ras Al Khaimah                |
|         | OOSA      | Aeroportul Salalah                                     |
|         | OENG      | Aeroportul Intern Najran                               |
|         | OEZL      | Aeroportul Zulfi                                       |
|         | OPWN      | Aeroportul Wana                                        |
|         | OPBW      | Aeroportul Bahawalpur                                  |
|         | OPCH      | Aeroportul Chitral                                     |
|         | OAHN      | Aeroportul Khwahan                                     |
|         | OJAI      | Aeroportul Internațional Queen Alia                    |
|         | OIZI      | Aeroportul Iranshahr                                   |
|         | OPBG      | Aeroportul Bhagatanwala                                |
|         | OPTH      | Aeroportul Talhar                                      |
|         | OABN      | Aeroportul Bamyan                                      |
|         | OADZ      | Aeroportul Darwaz                                      |
|         | OAFR      | Aeroportul Farah                                       |
|         | OAMN      | Aeroportul Maymana                                     |
|         | OAQN      | Aeroportul Qala i Naw                                  |
|         | OASN      | Aeroportul Sheghnan                                    |
|         | OATQ      | Aeroportul Taloqan                                     |
|         | OAUZ      | Aeroportul Kunduz                                      |
|         | OEBA      | Aeroportul intern Al-Baha                              |
|         | OEHL      | Aeroportul regional Ha'il                              |
|         | OERR      | Aeroportul Arar Domestic                               |
|         | OESH      | Aeroportul Sharurah Domestic                           |
|         | OESK      | Aeroportul intern Al-Jawf                              |
|         | OETB      | Aeroportul Regional Tabuk                              |
|         | OETF      | Aeroportul regional Ta'if                              |
|         | OEYN      | Aeroportul Yanbu                                       |
|         | OOAD      | Aeroportul Adam                                        |
|         | OIKM      | Aeroportul Bam                                         |
|         | OITL      | Aeroportul Ardabil                                     |
|         | OEKK      | Aeroportul Hafar Al-Batin Domestic                     |
|         | OITR      | Aeroportul Urmia                                       |
|         | OYBN      | Aeroportul Beihan                                      |
|         | OYGD      | Aeroportul Al Ghaydah                                  |
|         | OYHD      | Aeroportul Internațional Hodeida                       |
|         | OYSQ      | Aeroportul Socotra                                     |
|         | OIAM      | Aeroportul Mahshahr                                    |
|         | OIFS      | Aeroportul Shahrekord                                  |
|         | OIKJ      | Aeroportul Jiroft                                      |
|         | OIMS      | Aeroportul Sabzevar                                    |
|         | OINN      | Aeroportul Noshahr                                     |
|         | OISF      | Aeroportul Fasa                                        |
|         | OPSW      | Aeroportul Sawan                                       |
|         | OIIP      | Aeroportul Internațional Payam                         |
|         | OIMT      | Aeroportul Tabas                                       |
|         | ORNI      | Aeroportul Internațional Al Najaf                      |
|         | OPMA      | Aeroportul Mangla                                      |
|         | OPSN      | Aeroportul Sehwan Sharif                               |
|         | OPZB      | Aeroportul Zhob                                        |
|         | OPZM      | Aeroportul Dadu                                        |
|         | OPJI      | Aeroportul Jiwani                                      |
|         | OPOR      | Aeroportul Ormara                                      |
|         | OPPC      | Aeroportul Parachinar                                  |
|         | OPSU      | Aeroportul Sui                                         |
|         | OSPR      | Aeroportul Palmyra                                     |
|         | OPSD      | Aeroportul Skardu                                      |
|         | OPTU      | Aeroportul Turbat                                      |
|         | OPGD      | Aeroportul Gwadar                                      |
|         | OIBK      | Aeroportul Internațional Kish                          |
|         | OEGN      | Aeroportul regional Jizan                              |
|         | OEGS      | Aeroportul Regional Prince Nayef bin Abdulaziz         |
|         | OEWJ      | Aeroportul Al Wajh Domestic                            |
|         | OPNH      | Aeroportul Nawabshah                                   |
|         | OODQ      | Aeroportul Duqm Jaaluni                                |
|         | OPGT      | Aeroportul Gilgit                                      |
|         | OITT      | Aeroportul Internațional Tabriz                        |
|         | OIIS      | Aeroportul Semnan                                      |
|         | OIKR      | Aeroportul Rafsanjan                                   |
|         | OATN      | Aeroportul Tarin Kowt                                  |
|         | OAJL      | Aeroportul Jalalabad                                   |
|         | OEGT      | Aeroportul Gurayat Domestic                            |
|         | OERF      | Aeroportul intern Rafha                                |
|         | OEWD      | Aeroportul Wadi al-Dawasir Domestic                    |
|         | OEBH      | Aeroportul Bisha Domestic                              |
|         | OIKQ      | Aeroportul Dayrestan                                   |
|         | OPLA      | Aeroportul Internațional Allama Iqbal                  |
|         | OPKC      | Aeroportul Internațional Jinnah                        |
|         | OPKH      | Aeroportul Khuzdar                                     |
|         | OPRT      | Aeroportul Rawalakot                                   |
|         | OPSB      | Aeroportul Sibi                                        |
|         | OIZH      | Aeroportul Zahedan                                     |
|         | OMDL      | Aeroportul Dalma                                       |
|         | OYTZ      | Aeroportul Internațional Ta'izz                        |
|         | OKBK      | Aeroportul Internațional Kuwait                        |
|         | OPBN      | Aeroportul Bannu                                       |
|         | OIBA      | Aeroportul Abu Musa                                    |
|         | OIAG      | Aeroportul Aghajari                                    |
|         | OERK      | Aeroportul Internațional King Khalid                   |
|         | OEAO      | Aeroportul Prince Abdul Majeed bin Abdul Aziz Domestic |
|         | OSDI      | Aeroportul Internațional Damascus                      |
|         | LLJR OJJR | Aeroportul Atarot                                      |
|         | OPST      | Aeroportul Internațional Sialkot                       |
|         | OIAW      | Aeroportul Internațional Ahwaz                         |
|         | OENN      | Aeroportul Neom                                        |
|         | OAKN      | Aeroportul Internațional Kandahar                      |
|         | OBBI      | Aeroportul Internațional Bahrain                       |
|         | OIAD      | Aeroportul Dezful                                      |
|         | OICI      | Aeroportul Ilam                                        |
|         | OICK      | Aeroportul Khorramabad                                 |
|         | OIGG      | Aeroportul Rasht                                       |
|         | OIHH      | Aeroportul Hamadan                                     |
|         | OISL      | Aeroportul Internațional Larestan                      |
|         | OISY      | Aeroportul Yasuj                                       |
|         | OIZC      | Aeroportul Konarak                                     |
|         | ORER      | Aeroportul Internațional Erbil                         |
|         | OITZ      | Aeroportul Zanjan                                      |
|         | OPMP      | Aeroportul Sindhri                                     |
|         | OIIE      | Aeroportul Internațional Imam Khomeini                 |
|         | OIIK      | Aeroportul Qazvin                                      |
|         | ORKK      | Aeroportul Internațional Kirkuk                        |
|         | OMAA      | Aeroportul Internațional Abu Dhabi                     |
|         | OMSJ      | Aeroportul Internațional Sharjah                       |
|         | OPRK      | Aeroportul Internațional Shaikh Zayed                  |
|         | ORSU      | Aeroportul Internațional Sulaimaniyah                  |
|         | OPFA      | Aeroportul Internațional Faisalabad                    |
|         | OPQT      | Aeroportul Internațional Quetta                        |
|         | OEJB      | Aeroportul Jubail                                      |
|         | OIKY      | Aeroportul Sirjan                                      |
|         | OIMC      | Aeroportul Sarakhs                                     |
|         | OPKW      | Aeroportul Kadanwari                                   |
|         | OADS      | Aeroportul Sardeh Band                                 |
|         | OAKB      | Aeroportul Internațional Hamid Karzai                  |
|         | OIBJ      | Aeroportul Jam                                         |
|         | OIBQ      | Aeroportul Khark                                       |
|         | OAFZ      | Aeroportul Fayzabad                                    |
|         | OAGN      | Aeroportul Ghazni                                      |
|         | OPCL      | Aeroportul Chilas                                      |
|         | OAMS      | Aeroportul Mazar-i-Sharif                              |
|         | OEDF      | Aeroportul Internațional King Fahd                     |
|         | OEDM      | Aeroportul Dawadmi Domestic                            |
|         | OIZB      | Aeroportul Zabol                                       |